# Безмин, Иван Артемьевич
Иван Артемьевич Безмин (Безминов Иван Артемонович; 1653 — не ранее 1701) — русский иконописец, один из мастеров Оружейной палаты. Воспитал 37 учеников.

## Биография
Богдан Салтанов, Иван Безмин и Василий Познанский «являются „крайней левой“ в истории русской иконописи ушаковской эпохи, — теми якобинцами, в искусстве которых исчезают последние следы и без того уже довольно призрачной традиции».
По происхождению дворянин, сын оружейного мастера Артемия Безмина, вероятно, шляхтича. С детства имел склонность к живописи, после смерти отца в 1661 году был отдан в ученики к мастеру Оружейной палаты Станиславу Лопуцкому. В 1666 году в Оружейной палате были рассмотрены работы Ивана Безмина и Дорофея Ермолаева: «принесли они в Оружейную палату мастерства своего два листа, на них написано по холсту живописным письмом цесари римские; а ныне де они пишут с мастером своим знамя, а на нём де написано 14 печатей разных государств». Работы получили положительную оценку, Ивану стали платить кормовых денег по 2 алтына.
В начале 1667 года Безмин и Ермолаев выразили желание получать образование у только что взятого на службу Даниила Вухтерса, мотивируя своё решение тем, что Лопуцкий не обладает необходимой компетентностью. Стоявший во главе Оружейной палаты Б. М. Хитрово отнёсся к этой просьбе с пониманием, и с 1 марта 1667 года бывшие ученики Лопуцкого начали осваивать мастерство под руководством нового наставника. В 1668 году Безмин выполнил свою первую самостоятельную работу — роспись столовой палаты царевича Алексея Алексеевича. В последующие годы художник участвовал в выполнении стенописи церкви Спаса Нерукотворного в Московском Кремле (1679 год), росписи и починке стенописей в дворцовой церкви святой Евдокии (1678 год), стенописи при западном входе собора Вознесенского монастыря (1685 год).
С конца 1670-х годов Безмин по царским заказам писал иконы на холсте. В 1680 году совместно с Богданом Салтановым он написал цикл евангельских притч для церкви Спаса Нерукотворного, а для дворцовой молельни композиции «Страшный Суд», «Снятие с Креста», «Воскресение Христово», «Вознесение» и «Мария Магдалина». В 1683 году написал образ Божией Матери «Всех скорбящих Радость», ставший первым примером данной иконографии в русской живописи. Кроме холста, писал по металлу и на дереве.
Иван Безмин состоял на службе в Оружейной палате до 1696 года. В последующие годы его имя в документах не упоминается. Ведомость о приходе и расходе денежной казны по Оружейной палате за 1701 год уже не содержит имени художника.

## Творчество
Точно атрибутированных иконописных работ Ивана Безмина, написанных без участия других художников, не сохранилось. И. Э. Грабарь, опираясь на изыскания своего коллеги А. И. Успенского, приписывал мастеру выполненную в «тафтяной» технике икону «Страшный суд» из Крестовоздвиженской церкви Московского Кремля. Вместе с тем, Грабарь отмечал: «Этой живописью „по тафтам“ занимались главным образом Салтанов и Безмин, причём некоторые из картин писаны Салтановым, другие Безминым, а есть и такие, которые писаны обоими»; «большой разницы между всеми этими „тафтами“ нет». В настоящее время принято считать, что икона создана в соавторстве с Богданом Салтановым. Что касается остальных произведений Безмина, то до наших дней дошли два сотенных знамени его работы, хранящиеся в Оружейной палате.